# Serrat del Cisco
El Serrat del Cisco és una serra situada al municipi de Sobremunt a la comarca del Lluçanès, amb una elevació màxima de 887 metres.